# Gregory Campbell (homme politique)
Pour les articles homonymes, voir Gregory Campbell et Campbell.
Gregory Lloyd Campbell (né le 15 février 1953) est un homme politique qui est député du Parti unioniste démocrate (DUP) pour East Londonderry depuis 2001.
Il est auparavant membre de l'Assemblée d'Irlande du Nord (MLA) pour East Londonderry, de 1998 à 2016. Campbell est le candidat favori aux côtés de Paula Bradley pour le poste de chef adjoint du parti à la suite de la démission de Lord Dodds le 15 mai 2021, mais est battu par son adversaire Paula Bradley par une majorité de 2 voix.

## Jeunesse
Campbell est né et grandit dans la région de Waterside à Derry. Il fait ses études au collège technique de la ville et à l'Université d'Ulster.

## Carrière politique
Il rejoint le DUP dans les années 1970 et est élu pour la première fois au conseil municipal de Londonderry en 1981. Campbell conduit brièvement les membres locaux du DUP hors du conseil en 1984 lorsqu'il changé son nom en Derry City Council, bien qu'il soit retourné à son siège peu de temps après. Il quitte son poste en 2011 après 30 ans en tant que conseiller.
Il est choisi pour se présenter dans la circonscription de Foyle aux élections générales de 1983. Il se présente pour le même siège aux élections générales de 1987 et 1992, bien qu'il ait à chaque fois terminé deuxième derrière le chef du Parti social-démocrate et travailliste John Hume.
Il est apparu dans le documentaire de BBC Real Lives At the Edge of the Union, qui est temporairement bloqué en août 1985 par l'intervention directe du ministre de l'Intérieur de l'époque, Leon Brittan. Cela conduit à une journée de grève du Syndicat national des journalistes pour défendre l'indépendance de la BBC.
Étant donné que Foyle a une population majoritairement nationaliste, Campbell, de plus en plus en vue, est transféré au siège de East Londonderry, plus gagnable, où il se présente sans succès en 1997. Campbell remporte le siège lors de sa deuxième tentative aux élections générales de 2001, avec une majorité de 1 901 voix contre le député William Ross du Parti unioniste d'Ulster. Il est réélu aux élections générales de 2005, obtenant cette fois une majorité accrue de 7 498 voix sur le nouveau candidat UUP David McClarty. Jusqu'en 2016, il est également membre de l'Assemblée d'Irlande du Nord, en tête du scrutin d'East Londonderry (dont six membres sont élus) lors des élections de 1998, 2003, 2007 et 2011.
Campbell est nommé ministre du Développement régional au sein de l'Exécutif d'Irlande du Nord en juillet 2000. Le 9 juin 2008, Campbell reprend le ministère de la Culture, des Arts et des Loisirs, en remplacement d'Edwin Poots, à la suite d'un remaniement de l'équipe ministérielle du DUP par le nouveau Premier ministre Peter Robinson. Il est remplacé dans ce poste par son collègue du parti Nelson McCausland à la suite d'un autre remaniement le 22 juin 2009 et de l'annonce par Peter Robinson que les personnalités du DUP qui sont députés à Westminster n'occuperaient plus de fonctions à l'Assemblée.
En février 2012, Campbell exprime son opposition au redécoupage des frontières électorales en Irlande du Nord, déclarant qu'elles « auront un effet néfaste sur le nord-ouest ». Campbell soutient un certain nombre de groupes protestants évangéliques, dont un groupe de pression créationniste, la Caleb Foundation.